# Ávaros

Os ávaros (também chamados avares ou abares)[carece de fontes?] ditos eurásios ou eurasiáticos, foram um povo nômade da Eurásia que migrou para a Europa Central e Oriental no século VI d.C. O domínio ávaro sobre a planície panônia (a região entre os Cárpatos, os Alpes Dináricos e os Bálcãs) persistiu até o início do século IX. Considerados um grupo túrquico proto-mongol, os ávaros habitavam originalmente a Ásia ocidental. Ao adentrarem a Europa no século VI receberam dinheiro do Imperador Justiniano para evitar o Império Bizantino, dirigindo-se portanto para o norte, para a Germânia.
Encontrando forte resistência dos francos e considerando a geografia local imprópria para seu estilo de vida nômade, voltaram-se para a planície panônia, que era naquele momento objeto de disputa entre os lombardos e os gépidas, ambas tribos germânicas. Ao lado dos lombardos, destruíram os gépidas em 567 e fundaram o Grão-Canato Avar na área do Danúbio.
Por volta de 568, forçaram os lombardos a deixar a região e os empurraram para a Itália setentrional. Após diversas guerras contra os bizantinos, em 626, aliados aos persas, sitiaram Constantinopla mas não lograram tomá-la.
No período entre 630 e 635, participaram do estado dos onogures (Onogúria ou Antiga Grande Bulgária) juntamente com os protobúlgaros, formando um poderoso canato que se estendia da Panônia até a Ucrânia. Com o fim da aliança protobúlgaro-ávara, o Estado ávaro continuou a existir na Panônia até o século IX. No início daquele século, os ávaros foram subjugados pelos francos sob Carlos Magno e pelos búlgaros sob Crum.
Alguns estudiosos especulam que os ávaros teriam sido os primeiros a introduzir o estribo na Europa.

## Língua
A língua ou línguas faladas pelos ávaros são desconhecidas. O filólogo clássico Samu Szádeczky-Kardoss afirma que a maioria das palavras ávaras usadas em textos latinos ou gregos contemporâneos parecem ter suas origens em línguas possivelmente mongólicas ou turcas. Outras teorias propõem uma origem tungúsica. De acordo com Szádeczky-Kardoss, muitos dos títulos e patentes usados pelos ávaros da Panônia também foram usados por turcos, protobúlgaros, uigures e mongóis.